# 亚姆利茨
亚姆利茨（德語：Jamlitz）是德国勃兰登堡州的市镇，隶属于达默-施普雷瓦尔德县。总面积为43.44平方千米，截至2023年12月31日总人口为513人。